# Oberdan Ussello
Oberdan Alfredo Ussello (Torino, 21 febbraio 1917 – Torino, 20 settembre 2002) è stato un calciatore e allenatore di calcio italiano, di ruolo ala.
È ricordato per la sua carriera da responsabile del settore giovanile del Torino, durante la quale ha vinto tre campionati Primavera oltre ad aver scoperto molti talenti tra cui Giorgio Ferrini, Aldo Agroppi, Angelo Cereser, Rosario Rampanti, Roberto Rosato, Renato Zaccarelli, Paolo Pulici, Ezio Rossi, Roberto Mozzini e Giuseppe Dossena.
Era soprannominato "Bida".

## Carriera

### Giocatore
Residente da ragazzo in via Filadelfia, a pochi metri dallo stadio del Torino, crebbe calcisticamente nel vivaio granata, ed esordì in prima squadra il 26 dicembre 1935 in Torino-Reggiana (2-0) di Coppa Italia segnando una doppietta. Si ripeté all'esordio in Serie A il 3 maggio 1936, in occasione della vittoria esterna sulla Fiorentina, realizzando la rete del definitivo 0-2. Non riuscendo inizialmente ad emergere in prima squadra, venne ceduto al Vigevano, con cui disputò da titolare un campionato di serie C e tre di Serie B per poi tornare a Torino nell'estate 1940.
In granata disputò da titolare il campionato di Serie A 1940-1941 (23 presenze e 5 reti all'attivo), mentre nella stagione successiva, a seguito dell'acquisto di Pietro Ferraris e Romeo Menti finì fra le riserve, disputando due soli incontri di campionato.
Nell'estate del 1942 venne quindi ceduto alla Biellese, dove resterà fino a fine carriera con all'attivo due campionati di Serie C e uno di Serie B, oltre che l'anomalo campionato di Serie B-C Alta Italia 1945-1946.
In carriera ha totalizzato complessivamente 26 presenze e 6 reti in Serie A e 118 presenze e 33 reti in Serie B.

### Allenatore
Intrapresa la carriera di allenatore nel suo ultimo anno alla Biellese, nel 1948 divenne allenatore della squadra giovanile del Torino (Torino Ragazzi), e dopo la tragedia di Superga fu chiamato, insieme al direttore tecnico Copernico, sulla panchina della prima squadra per portare a termine il campionato, con lo scudetto già assegnato d'ufficio ai granata.
Nella stagione successiva fu di nuovo chiamato ad allenare la prima squadra in occasione del match valido per l'ottava giornata di campionato Torino-Milan (3-2), a causa della squalifica del D.T. Copernico e dell'allenatore Giuseppe Bigogno.
Nella stagione 1951-1952, pur rimanendo allenatore dei Ragazzi, venne nominato vice del neo-allenatore della prima squadra Mario Sperone; il 2 aprile 1952, a seguito delle dimissioni di quest'ultimo, fu nominato primo allenatore, affiancato ancora dal direttore tecnico Copernico, conquistando la salvezza per due punti.
La stagione successiva, stavolta affiancato dal DT inglese Jesse Carver, ottenne un buon 10º posto, mentre alla terza stagione Carver fu sollevato dall'incarico e sostituito con Annibale Frossi che scelse come allenatore Luigi Miconi; Ussello tornò così ad occuparsi della squadra giovanile.
Tornò a guidare la prima squadra nelle ultime tre giornate del campionato 1955-1956 a causa della squalifica di Frossi, ottenendo due vittorie e una sconfitta. A fine stagione venne premiato dal Centro Tecnico Federale come miglior allenatore di squadre ragazzi, premio che vincerà anche nel 1965.
A gennaio 1957 fu scelto da Antonio Vespucio Liberti per affiancarlo nella conduzione della prima squadra in sostituzione dell'esonerato Fioravante Baldi, ma dopo due pareggi e tre sconfitte fu a sua volta sostituito da Blagoje Marjanović.
A parte un triennio alla Fiorentina restò ai Ragazzi del Torino fino al 1976, vincendo anche i primi tre Scudetti Primavera della storia del Torino nel 1967, 1968 e 1970.
Nel giugno del 1969, a dodici anni dall'ultima volta, tornò alla guida della prima squadra limitatamente al girone finale di Coppa Italia nel quale il suo Torino si classificò ultimo.
Nel 1976 lasciò gli fu affidato il ruolo di osservatore e scelse come suo successore per la panchina Ercole Rabitti.
Nel 1980 divenne responsabile della scuola calcio del Victoria Ivest Tabor, società dilettantistica torinese
Nel 1984 fu ingaggiato come direttore tecnico del settore giovanile del Cuneo, militante in Interregionale.; sempre nello stesso anno entrò a far parte dello staff tecnico della scuola calcio intitolata a Guglielmo Gabetto, insieme ad altri ex calciatori come Alberto Carelli, Rampanti e Livio Bussi.
Nel 1999, a 82 anni, fu nominato consulente tecnico del settore giovanile del Torino.

## Statistiche
Statistiche aggiornate al 16 giugno 1948. 
| Stagione        | Squadra         | Campionato      | Campionato | Campionato | Coppe nazionali | Coppe nazionali | Coppe nazionali | Coppe continentali | Coppe continentali | Coppe continentali | Altre coppe | Altre coppe | Altre coppe | Totale | Totale |
| Stagione        | Squadra         | Comp            | Pres       | Reti       | Comp            | Pres            | Reti            | Comp               | Pres               | Reti               | Comp        | Pres        | Reti        | Pres   | Reti   |
| --------------- | --------------- | --------------- | ---------- | ---------- | --------------- | --------------- | --------------- | ------------------ | ------------------ | ------------------ | ----------- | ----------- | ----------- | ------ | ------ |
| 1935-1936       | Torino          | A               | 1          | 1          | CI              | 2               | 2               | -                  | -                  | -                  | -           | -           | -           | 3      | 3      |
| 1936-1937       | Vigevano        | C               | 30         | 0          | CI              | 1               | 1               | -                  | -                  | -                  | -           | -           | -           | 31     | 1      |
| 1937-1938       | Vigevano        | B               | 25         | 2          | CI              | 1+X             | 1+X             | -                  | -                  | -                  | -           | -           | -           | 26+X   | 3+X    |
| 1938-1939       | Vigevano        | B               | 30         | 12         | CI              | 1               | 1               | -                  | -                  | -                  | -           | -           | -           | 31     | 13     |
| 1939-1940       | Vigevano        | B               | 26         | 13         | CI              | 1               | 0               | -                  | -                  | -                  | -           | -           | -           | 27     | 13     |
| Totale Vigevano | Totale Vigevano | Totale Vigevano | 111        | 27         |                 | 6+X             | 5+X             |                    |                    |                    |             |             |             | 117+X  | 32+X   |
| 1940-1941       | Torino          | A               | 23         | 5          | CI              | 1               | 0               | -                  | -                  | -                  | -           | -           | -           | 24     | 5      |
| 1941-1942       | Torino          | A               | 2          | 0          | CI              | 0               | 0               | -                  | -                  | -                  | -           | -           | -           | 2      | 0      |
| Totale Torino   | Totale Torino   | Totale Torino   | 26         | 6          |                 | 3               | 0               |                    |                    |                    |             |             |             | 29     | 8      |
| 1942-1943       | Biellese        | C               | 26         | 19         | -               | -               | -               | -                  | -                  | -                  | -           | -           | -           | 26     | 19     |
| 1944            | Biellese        | CAI             | 17         | 5          | -               | -               | -               | -                  | -                  | -                  | -           | -           | -           | 17     | 5      |
| 1945-1646       | Biellese        | B-C             | X          | X          | -               | -               | -               | -                  | -                  | -                  | -           | -           | -           | X      | X      |
| 1946-1947       | Biellese        | B               | 37         | 6          | -               | -               | -               | -                  | -                  | -                  | -           | -           | -           | 37     | 6      |
| 1947-1948       | Biellese        | C               | 25         | 7          | -               | -               | -               | -                  | -                  | -                  | -           | -           | -           | 25     | 7      |
| Totale Biellese | Totale Biellese | Totale Biellese | 115+X      | 37+X       |                 | 0               | 0               |                    |                    |                    |             |             |             | 115+X  | 37+X   |
| Totale carriera | Totale carriera | Totale carriera | 252+X      | 70+X       |                 | 9+X             | 7+X             |                    |                    |                    |             |             |             | 261+X  | 77+X   |

### Statistiche da allenatore
Statistiche aggiornate al 28 giugno 1969.
| Stagione        | Squadra         | Campionato      | Campionato | Campionato | Campionato | Campionato | Coppe nazionali | Coppe nazionali | Coppe nazionali | Coppe nazionali | Coppe nazionali | Coppe continentali | Coppe continentali | Coppe continentali | Coppe continentali | Coppe continentali | Altre coppe | Altre coppe | Altre coppe | Altre coppe | Altre coppe | Totale | Totale | Totale | Totale | % Vittorie | Piazz.       |
| Stagione        | Squadra         | Comp            | G          | V          | N          | P          | Comp            | G               | V               | N               | P               | Comp               | G                  | V                  | N                  | P                  | Comp        | G           | V           | N           | P           | G      | V      | N      | P      | %          | Piazz.       |
| --------------- | --------------- | --------------- | ---------- | ---------- | ---------- | ---------- | --------------- | --------------- | --------------- | --------------- | --------------- | ------------------ | ------------------ | ------------------ | ------------------ | ------------------ | ----------- | ----------- | ----------- | ----------- | ----------- | ------ | ------ | ------ | ------ | ---------- | ------------ |
| 1947-1948       | Biellese        | C               |            |            |            |            |                 |                 |                 |                 |                 |                    |                    |                    |                    |                    |             |             |             |             |             |        |        |        |        | —          | º            |
| mag.-giu.1949   | Torino          | A               | 4          | 4          | 0          | 0          |                 |                 |                 |                 |                 |                    |                    |                    |                    |                    |             |             |             |             |             | 4      | 4      | 0      | 0      | 100,00&    | Suben.       |
| apr.-.giu.1952  | Torino          | A               | 10         | 4          | 2          | 4          |                 |                 |                 |                 |                 |                    |                    |                    |                    |                    |             |             |             |             |             | 10     | 4      | 2      | 4      | 40,00      | Suben.       |
| 1952-1953       | Torino          | A               | 34         | 11         | 9          | 14         |                 |                 |                 |                 |                 |                    |                    |                    |                    |                    |             |             |             |             |             | 34     | 11     | 9      | 14     | 32,35      | 10º          |
| 1953            | Torino          | A               | 8          | 1          | 3          | 4          |                 |                 |                 |                 |                 |                    |                    |                    |                    |                    |             |             |             |             |             | 8      | 1      | 3      | 4      | 12,50      | Eson.        |
| gen.-feb.1957   | Torino          | A               | 5          | 0          | 2          | 3          |                 |                 |                 |                 |                 |                    |                    |                    |                    |                    |             |             |             |             |             | 5      | 0      | 2      | 3      | &0,00      | Suben.,Eson. |
| giu.1969        | Torino          |                 |            |            |            |            | CI              | 4               | 0               | 2               | 2               |                    |                    |                    |                    |                    |             |             |             |             |             | 4      | 0      | 2      | 2      | &0,00      | Suben.       |
| Totale Torino   | Totale Torino   | Totale Torino   | 61         | 20         | 16         | 25         |                 | 4               | 0               | 2               | 2               |                    |                    |                    |                    |                    |             |             |             |             |             | 65     | 20     | 18     | 27     | 30,77      |              |
| Totale carriera | Totale carriera | Totale carriera | 61         | 20         | 16         | 25         |                 | 4               | 0               | 2               | 2               |                    |                    |                    |                    |                    |             |             |             |             |             | 65     | 20     | 18     | 27     | 30,77      |              |

## Palmarès

### Giocatore

#### Competizioni nazionali
- Coppa Italia: 1

Torino: 1935-1936
- Serie C: 2

Vigevano: 1936-1937
Biellese: 1942-1943

### Allenatore

#### Competizioni giovanili
- Campionato Primavera: 3

Torino: 1966-1967, 1967-1968, 1969-1970

## Nella cultura di massa
Oberdan Ussello è stato interpretato dall'attore Fabio Poggiali nella miniserie TV Il Grande Torino.

## Opere
- Oberdan Ussello, Filadelfia la fossa dei leoni. Cinquant'anni di Toro. Vita, gol, pensieri e sogni di un ex balon boys, a cura di Sergio Barbero, Milano, Graphot, 1997, ISBN 978-88-86906-97-5.